# Benedictus Estephanus Rolly Untu

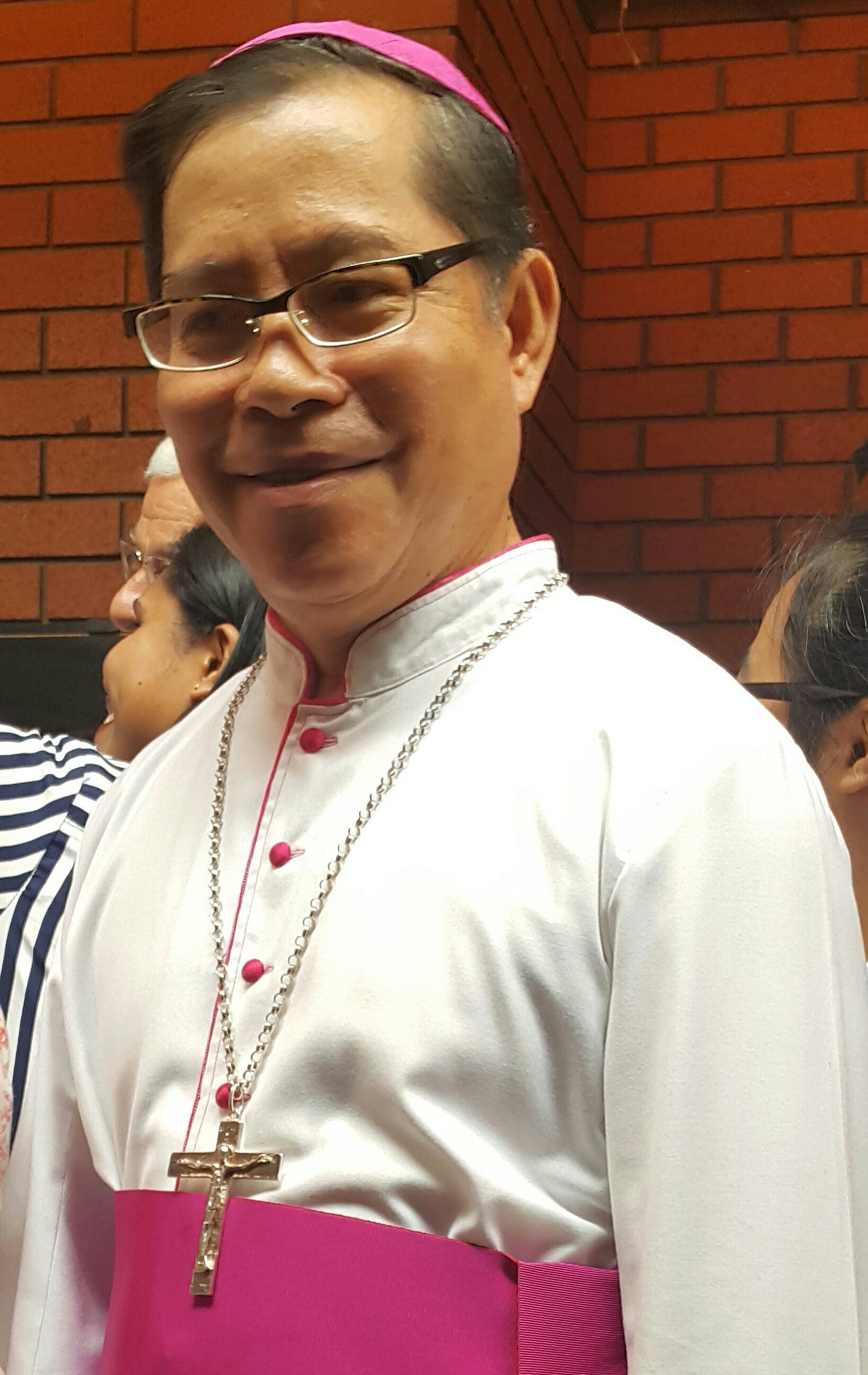
Benedictus Estephanus Rolly Untu, 2017

Benedictus Estephanus Rolly Untu MSC (* 4. Januar 1957 in Lembean, Indonesien) ist ein indonesischer Ordensgeistlicher und römisch-katholischer Bischof von Manado.

## Leben
Benedictus Estephanus Rolly Untu trat der Ordensgemeinschaft der Herz-Jesu-Missionare bei und legte am 15. Januar 1983 die ewige Profess ab. Er empfing am 29. Juni 1983 durch den Bischof von Manado, Theodorus Hubertus Moors MSC, das Sakrament der Priesterweihe.
Am 12. April 2017 ernannte ihn Papst Franziskus zum Bischof von Manado. Der Apostolische Nuntius in Indonesien, Erzbischof Antonio Filipazzi, spendete ihm am 8. Juli desselben Jahres die Bischofsweihe; Mitkonsekratoren waren der Erzbischof von Port Moresby, John Kardinal Ribat MSC, und der Erzbischof von Makassar, Johannes Liku Ada’, sowie der emeritierte Bischof von Manado, Joseph Theodorus Suwatan MSC.